# 徳田英幸
徳田 英幸（とくだ ひでゆき、1952年〈昭和27年〉）は、日本の計算機科学者、工学者、Ph.D. in Computer Science。国立研究開発法人情報通信研究機構 理事長。カーネギーメロン大学計算機科学部研究准教授、慶應義塾大学環境情報学部教授、慶應義塾大学常任理事、環境情報学部長、大学院政策・メディア研究科委員長などを経て、慶應義塾大学名誉教授。
専門分野は、計算機科学、分散システム、オペレーティングシステム、リアルタイムシステム、ユビキタスコンピューティングシステム、IoT、Cyber-Physical System。

## 人物
日本学術会議連携会員、Beyond 5G推進コンソーシアム副会長、スマートIoT推進フォーラム座長、重要生活機器連携セキュリティ協議会会長、 総務省サイバーセキュリティタスクフォース構成員、JST CRDS特任フェロー、JSTさきがけ「IoTが拓く未来」の研究統括などを務める。
情報処理学会会長、情報処理学会副会長、情報処理学会技術応用委員会委員長、ユビキタスコンピューティングシステム研究会主査、内閣官房情報セキュリティセンター(NISC)情報セキュリティ補佐官、ネットワークロボットフォーラム会長、ユビキタスネットワークフォーラム技術部会長＆電子タグ高度利活用部会長、総務省ユビキタスネット社会の実現に向けた基本政策WG副委員長などを歴任。

## 主な受賞歴
- 1989年　Motorola Foundation Award
- 2002年　IBM Faculty Award
- 2004年　経済産業大臣賞
- 2005年　総務大臣賞
- 2006年　慶應義塾大学義塾賞
- 2008年　情報処理学会フェロー[5]
- 2011年　情報処理学会功績賞[6]
- 2012年　日本ソフトウェア科学会フェロー[7]
- 2015年　情報セキュリティ文化賞[8]
- 2016年　慶應義塾大学福澤賞
- 2017年　文部科学大臣表彰：科学技術賞
- 2018年　日本工学会フェロー

## 略歴
- 1968年 慶應義塾普通部卒業
- 1971年  慶應義塾高等学校卒業
- 1975年 慶應義塾大学工学部管理工学科卒業
- 1977年 同大学大学院工学研究科修士課程修了
- 1983年 ウォータールー大学計算機科学科博士課程修了
- 1990年 カーネギーメロン大学計算機科学部研究准教授
- 1990年 慶應義塾メディア研究科委員長 （～2007年）
- 2007年 同大学環境情報学部長 （～2009年）
- 2009年 同大学大学院政策・メディア研究科委員長
- 2017年 国立研究開発法人情報通信研究機構 理事長

## 社会的活動
- 2021年-2023年　情報処理学会会長
- 2019年-2021年　IEEE Tokyo Section Chair
- 2012年-2014年　情報処理学会副会長
- 2001年-2003年、2006年-2008年 情報処理学会理事
- 2018年-2020年　日本学術会議第三部副部長、情報学委員会委員長
- 2011年-2014年、2020年-現在　日本学術会議連携会員
- 2017年-2018年　内閣府人工知能技術戦略会議委員
- 2011年-2016年　内閣官房 内閣サイバーセキュリティセンター・サイバーセキュリティ補佐官
- 2005年-2006年　内閣府総合科学技術会議情報通信分科会委員
- 2005年-2006年　内閣府総合科学技術会議ヒューマンインタフェース及びコンテンツ分科会委員
- 2005年-2006年　内閣府総合科学技術会議ロボット分科会委員
- 2005年-2012年　内閣府連携施策群次世代ロボットタスクフォース委員
- 2007年-2012年　総務省情報通信審議会委員
- 2013年-2015年　総務省情報通信技術分科会会長
- 2013年-2015年　総務省情報通信政策部会構成員
- 2008年　　　　　総務省ICT成長力懇談会構成員[10]
- 2011年-2018年　総務省ICT街づくり推進委員会委員
- 2018年-2019年　総務省2020年に向けた社会全体のICT化推進に関する懇談会構成員
- 2017年-現在　　  総務省サイバーセキュリティタスクフォース構成員